# Ratkovo
Ratkovo je obec v okrese Martin v Žilinském kraji na Slovensku. Žije v něm 213 obyvatel.

## Historie
První písemná zmínka o vesnici pochází z roku 1489. V tomto období patřila obec do majetku rodu Révaiů. Za prvního zemana v obci se považuje Matej z Ratkova, který získal majetek za vojenské zásluhy od krále Matyáše Korvína. V roce 1620 ve vsi stály jen tři domy, které zničila povodeň. V roce 1715 ve vsi žil dvojnásobný počet rodin a ke konci století ve čtrnácti domech žilo 88 obyvatel, kteří se převážně zaobírali zemědělstvím a rybolovem. V 18. století vznikla v obci obecní správa. Obec získala znak, který představuje uherská královská koruna na vrchu s křížem.

## Přírodní poměry
Obec se nachází v nadmořské výšce 452 metrů a rozkládá se na ploše 0,92 km². Do jejího správního území zasahuje část přírodní památky Šútovská epigenéza.